# Джордж из джунглей 2
«Джордж из джунглей 2» (англ. George of the Jungle 2) — американский комедийный фильм 2003 года, поставленный режиссёром Дэвидом Гроссманом как продолжение фильма «Джордж из джунглей».
Слоган фильма: «Watch Out For That Sequel!» (рус. «Берегись сиквела!» игра слов, обыгрывается фраза из первого фильма «Берегись дерева!»).

## Сюжет
В первой части у главного героя Джорджа и его жены Урсулы рождается Джордж-младший. По сюжету фильма герой учит своего сына законам природы и готовит из него наследника престола. Тем временем в Лас-Вегасе его брат Обезьяна увлекается азартными играми в казино и неожиданно проигрывает все свои деньги. 
Наступает день рождения Джорджа-младшего. На празднике присутствуют звери, Джордж, Урсула, а также Беатрис – мама Урсулы, которая намерена забрать дочь и внука обратно в мир людей, но Джорджу удаётся остановить её. Позже он узнаёт о том, что случилось с Обезьяной. Он, Урсула и Джордж-младший отправляются в Лас-Вегас, чтобы спасти друга. Прибыв туда, Джордж встречает Обезьяну в его квартире, и друг просит главного героя о помощи. В это время в квартиру «Короля джунглей» прибывает бывший парень Урсулы Лайл ван де Грут с помощницами. Он хочет найти ключ к Горе обезьян, стать королём джунглей и вернуть Урсулу. Для этого он гипнотизирует её, и она влюбляется в Лайла. Джордж понимает, что Урсула больше не любит его, и уходит от неё обратно в джунгли, где за время его отсутствия появился новый король джунглей – Лев.
Позже Джордж понимает, что любит Урсулу, и возвращается обратно в город спасать любимую. Он берёт Урсулу, сына и Обезьяну и возвращается домой. Тогда Лайл решает избавиться от животных и «Короля джунглей». Джордж собирает команду и готовится к сражению. Начинается битва, в которой побеждает Джордж и его команда. Лайл идёт к Урсуле, чтобы украсть её у Джорджа. В этот момент из неба появляется рука, которая забирает Лайла, а Джордж и его семья могут жить мирно, долго и счастливо.

## В ролях
Главные роли в фильме исполнили Кристофер Шауэрман, Джули Бенц, Ангус Джонс, Томас Хейден Чёрч, Джон Клиз, Кристина Пиклз и Майкл Кларк Дункан.
- Кристофер Шоуэрман[3] — Джордж, муж Урсулы, отец Джорджа младшего
- Джули Бенц — Урсула Стэнхоуп, жена Джорджа, мама Джорджа младшего
- Энгус Т. Джонс — Джордж младший, сын Джорджа и Урсулы
- Томас Хейден Чёрч — Лайл ван де Грут, бывший жених Урсулы
- Джон Клиз — горилла по имени Обезьяна, друг Джорджа (озвучка)
- Кристина Пиклз — Беатрис Стэнхоуп, мама Урсулы
- Кейт Скотт — рассказчик
- Джон Кассир — Армандо, гипнотизёр
- Келли Миллер — Бетси, подруга Урсулы
- Кевин Гротерт — Туки (озвучка)
- Майкл Кларк Дункан — Лев (озвучка)
- Тресс Макнилл — тигр (озвучка)

## Съёмочная группа
- Режиссёр: Дэвид Гроссман.
- Сценаристы: Джордан Моффет, Билл Скотт, Джей Уорд.
- Продюсеры: Грегг Хоффман, Джордан Кернер, Дэниэл Дж. Хеффнер.
- Монтажёр: Алан Коуди.
- Художники: Стюарт Бернсайд, Дэрил Портер, Жан Тернбулл, Мэнди Уиллатон.
- Оператор: Дэвид Барр.
- Композитор: Дж. А. С. Редфорд.

## Создание
- Студии: Walt Disney Pictures, Kerner Entertainment Company.
- Спецэффекты: Beeps, Cutting Edge, Rising Sun Pictures.
- Съёмки: 20 июля 2002 — 9 октября 2002.
- Формат изображения: 1.78 : 1.
- Формат копии: 35 mm.
- Изображение: цветное.

## Премьеры
- Великобритания — 18 августа 2003 года
- Нидерланды — 19 августа 2003 года
- США — 21 октября 2003 года
- Япония — 19 ноября 2003 года
- Австралия — 18 января 2004 года
- Норвегия — 28 апреля 2004 года
- Исландия — 18 октября 2004 года

## Релиз
Компания Walt Disney Pictures выпустила фильм «Джордж из джунглей 2» непосредственно на DVD 21 октября 2003 года.
Первоначально его планировалось выпустить летом 2003 года, но он был отложен до 21 октября 2003 года. За неделю до выпуска компания Caterpillar Inc. подала в суд на Disney из-за опасений, что фильм использует свой товарный знак (появляющийся на бульдозерах) и наносит ущерб его репутации. Caterpillar Inc. подала в суд, чтобы предотвратить релиз, но не добилась успеха.

## Критика
На Rotten Tomatoes только одна из шести опрошенных рецензий к фильму была положительной, в результате чего рейтинг одобрения составил 17% гнилья. Джо Лейдон из «Variety» написал: «Один из лучших и самых забавных продолжений, созданных для видео, когда-либо выпущенных на лейбле Disney, предлагает необычайно приятное сочетание детской комедии и зная пародию на поп-культуру». Майкл Рэнкинс из DVD Verdict написал, что фильм «доставляет дешевый, пушистый, в основном безболезненный смешок», и предложил людям вместо этого посмотреть мультфильмы Джея Уорда.  Аарон Байерле из DVD Talk оценил фильм на две звезды из пяти и написал: «Хотя это не совсем ужасное дело, которого многие ожидают от такого рода прямой трансляции видео, для этого фильма просто не так много истории. Фильм продолжается, и рассказчик предоставляет только остроумные моменты».